# Prampram
Prampram est une ville côtière de la région du Grand Accra au Ghana. La ville est située dans le district de Ningo Prampram (en).
Prampram (Gbugbla) est la capitale du district de Ningo-Prampram, à 15 minutes en voiture de la ville portuaire de Tema et à 45 minutes d'Accra, la capitale nationale. C'est un centre émergent d'activités industrielles.

## Lieux d'intérêt
La ville est en passe de devenir une plaque tournante internationale, le gouvernement ayant acquis plus de 60 acres de terrain pour construire la première métropole aéroportuaire  du pays.
Prampram possède certaines des plages de sable blanc les plus propres du pays, qui sont dotées de plusieurs lieux de loisirs pour les touristes et les vacanciers.
La ville abrite le premier et le seul poste de police à l'épreuve des balles du Ghana, construit par les Danois.
Le Fort Vernon (en), un petit fort de commerce anglais construit en 1742, est situé à Prampram.

### Résidents notables
Quelques autochtones et résidents notables :
- Enoch Teye Mensah (en), un ancien parlementaire[3]
- Les membres du Nana Otafrija Pallbearing Service, également connu sous le nom de The Dancing Pallbearers

### Écoles notables
- Lycée Prampram[4]
- Institut de formation professionnelle des femmes Prampram
- Centre international de formation Oasis[5]